# Yūka Kinoshita
Yūka Kinoshita (japanisch 木下 ゆうか Kinoshita Yūka; geboren am 4. Februar 1985) ist eine japanische YouTuberin und Wettesserin.

## Karriere
Yūka Kinoshita startete ihren YouTube-Kanal im Jahr 2014, fünf Jahre nach ihrem Debüt in japanischen Wettessen.
Kinoshita lädt täglich etwa 5 bis 15 Minuten lange Videos hoch, in welchen sie Mahlzeiten zwischen 5.000 und 23.000 kcal isst. Gelegentlich lädt sie längere Videos im Stil von Mukbang hoch, in denen sie in Echtzeit isst. Im Juni 2021 wurden ihre Videos mehr als 2,1 Milliarden Mal angesehen.
Kinoshitas Videos werden von englischsprachigen Untertiteln begleitet. Nicht zuletzt aus diesem Grund hat sie die Aufmerksamkeit von englischsprachigen Nachrichtenquellen auf sich gezogen. Sie wurde auch in der japanischen Fernsehsendung Ōgui (大食い) vorgestellt.

## Persönliches Leben
Kinoshita war mit der YouTube-Persönlichkeit Hajime Syacho ein halbes Jahr lang in einer Beziehung, bevor sie diese im Februar 2017 beendete.